# Uromyrtus artensis
Uromyrtus artensis là một loài thực vật có hoa trong Họ Đào kim nương. Loài này được (Montrouz.) Burret miêu tả khoa học đầu tiên năm 1941.